# Sasori
Sasori (サソリ) är en fiktiv rollfigur i anime- och mangaserien Naruto. "Sasori" (蠍) betyder skorpion på japanska.
Sasori är medlem i organisationen Akatsuki och använder sig av dockor (puppets) som vapen. Han har även gjort om sig själv till en docka. Han lämnade sin hemstad Sunagakure efter ha dödat många ninjor, bland annat Tredje Kazekage, vilket var runt 20 år innan han blev introducerad i serien. Han blir till slut dödad när han möter Sakura och sin farmor Chiyo i en strid. Sasori använder sig av dockor (Kugutsu no Jutsu), precis som Kankuro, och har gjort nästan 300 dockor av andra ninjor med hjälp av en förbjuden jutsu som gör levande människor till dockor när de dödats. Dessa dockor har kvar en del av sin chakra, vilket gör att de har kvar en del av sina jutsus. De första två dockorna han gjorde var kopior av hans föräldrar. Hans farmor Chiyo lagade, någon gång efter att Sasori lämnat byn, dessa dockor och lade till vapen, vilket gjorde dem stridsdugliga. Det var dessa två dockor Chiyo använde för att döda honom. Han har också gjort sig själv till en docka vilket ger honom ökad livslängd och gör att han ser ut att vara 13-14 år, även om han egentligen är runt 35 år gammal. Första gången man får se honom gömmer han sig i en docka som han kallar för Hiruko (han styr dockan inifrån) som han har Akatsukirocken till så att de flesta av medlemmarna tror att han ser ut så. Sasori blir senare dödad av Sakura och sin farmor Chiyo som lärde honom Kugutsu no Jutsu från början.